# جهاز دفع الفك السفلي
جهاز دفع الفك السفلي (بالإنجليزية: Mandibular advancement splint)‏ هو جهاز طبي يصنع بطريقة متخصصة لكل مريض، يعمل على دفع الفك السفلي للأمام وبالتالي يفتح المجرى التنفسي. يستخدم لعلاج اضطرابات التنفس المرتبطة بالنوم مثل: انقطاع النفس الانسدادي النومي والشخير وخلل المفصل الصدغي الفكي. يُعرف هذا الجهاز أيضًا بجهاز منع توقف التنفس أثناء النوم أو موسع مجرى الهواء أو جهاز حماء الفم لمنع انقطاع التنفس أثناء النوم.
توصي الأكاديمية الأمريكية لطب النوم والأكاديمية الأمريكية لطب الأسنان المتعلق بالنوم بضرورة علاج الشخير الأولي للمرضى البالغين بجهاز دفع الفك السفلي بالإضافة إلى إمكانية علاج المرضى المصابين بانقطاع النفس الانسدادي النومي الذين لا يتحملون العلاج بضغط مجرى الهواء الإيجابي المستمر.

## الاستخدام
يعالج جهاز دفع الفك السفلي الشخير وانقطاع النفس الانسدادي النومي بدفع الفك السفلي إلى الأمام قليلًا ما يسمح بشد النسيج الرخو وعضلات المجرى الهوائي العلوي وبالتالي منع انسداد المجرى الهوائي أثناء النوم. يمنع الشد الناتج عن جهاز رفع الفك السفلي اهتزاز أنسجة المجرى التنفسي العلوي -المسبب للشخير- عند مرور الهواء فوقها.
وفقًا لإرشادات العلاج المقدمة من الأكاديمية الأمريكية لطب النوم، يجب على الأطباء وصف الأجهزة الفموية المعالجة للشخير عند البالغين أو المعالجة لانقطاع النفس الانسدادي النومي الخفيف والمتوسط أو الأجهزة البديلة لوسائل العلاج بضغط مجرى الهواء الإيجابي مثل جهاز دفع الفك السفلي بدلًا من استخدام علاجات أخرى.
أظهرت الأجهزة الفموية تأثيرًا واضحًا في علاج انقطاع النفس الانسدادي النومي الخفيف والمتوسط، لكنها كانت أقل فعاليةً في علاج انقطاع النفس الانسدادي النومي الحاد إذ أنها خفضت من نسبة انقطاع النفس ولكن لم تقضِ عليه تمامًا.
يعتبر جهاز دفع الفك السفلي خيارًا جيدًا للعلاج لأنه غير جراحي ومقبول إلى حد ما من المرضى، إذ يسمح تصميمه الفريد بحرية حركة الفك أثناء التثاؤب والتحدث والشرب.
أظهرت الدراسات الحديثة أدلة تدعم استخدام الأجهزة الفموية مثل جهاز دفع الفك السفلي في معالجة انقطاع النفس الانسدادي النومي، إذ أن الأدلة العلاجية طابقت علاج الفزيولوجية المرضية.
وجد التحليل التلوي لـ 51 تجربة منضبطة معشاة أن العلاج بالأجهزة الفموية فعال بنفس فعالية ضغط مجرى الهواء الإيجابي المستمر، إذ أن الطريقتين فعالتين في تخفيف الأعراض وتحسين بعض جوانب الوظيفة السلوكية العصبية وتقليل النعاس المفرط أثناء النهار.

## العيوب
أظهرت دراسة استقصائية أُجريت على المرضى المستخدمين للأجهزة الفموية مثل جهاز دفع الفك السفلي توقفهم عن استخدام هذه الأجهزة بسبب عدم الراحة في استخدامها أثناء النوم أو عدم الفعالية أو ظهور أعراض جانبية متكررة مثل جفاف الفم أو ألم الأسنان أو ألم الفك.
لا يرتبط الاستخدام طويل المدى بحدوث الاضطرابات الصدغية الفكية، لكن ربما يرتبط بسوء اطباق الأسنان العلوية بالأسنان السفلية.
أشار مصممو أجهزة ضغط مجرى الهواء الإيجابي المستمر أن الأجهزة الفموية تسبب في انزياح الأسنان مع مرور الوقت، ولكن لا يوجد أي دليل يدعم هذه الادعاءات لحد الآن.
أبدى العديد من المرضى انزعاجهم عند ارتداء هذه الأجهزة على الرغم من أنها أقل إزعاجًا من قناع ضغط مجرى الهواء الإيجابي المستمر لذلك يميل أغلب المرضى إلى استخدام الأجهزة الفموية باستمرار.